# 巴伦西亚方式
承诺－我们能－巴伦西亚共同体联合左翼：巴伦西亚方式（西班牙語：Compromís-Podemos-EUPV: A la valenciana），简称巴伦西亚方式（A la valenciana），是西班牙巴伦西亚自治区的一个已不存在的左翼选举联盟。该联盟成立于2016年5月13日。该联盟是西班牙全国性左翼选举联盟联合我们能在巴伦西亚自治区的对应组织。该联盟的总部位于巴伦西亚。

## 成员
- 承诺联盟
  - 巴伦西亚民族主义集团
  - 巴伦西亚人民倡议
  - 绿党－巴伦西亚共同体生态
  - 承诺人民
- 我们能
- 巴伦西亚共同体联合左翼

## 选举表现

#### 西班牙国会选举
| 眾議院   |              |          |          |
| 选举年份 | 巴伦西亚     | 巴伦西亚 | 巴伦西亚 |
| 选举年份 | 票数         | %        | 议席数   |
| 2016年   | 659,771 (#2) | 25.44    | 9 / 33   |

| 參議院 |          |          |          |
| 选举   | 巴伦西亚 | 巴伦西亚 | 巴伦西亚 |
| 选举   | 票数     | %        | 席位     |
| 2016年 |          |          | 3 / 12   |